# Neobrachiella robusta
Neobrachiella robusta är en kräftdjursart som först beskrevs av C. B. Wilson 1912.  Neobrachiella robusta ingår i släktet Neobrachiella och familjen Lernaeopodidae. Inga underarter finns listade i Catalogue of Life.